# Charles Luciano
Charles «Lucky» Luciano, nascut com a Salvatore Lucania (Lercara Friddi, Sicília, 24 de novembre de 1897 - Nàpols, Campània, 26 de gener de 1962) fou un dels criminals més cèlebres de la història i considerat l'arquitecte del crim organitzat modern als Estats Units per establir el que es conegué com la Comissió. Després d'ordenar els assassinats de Giuseppe Masseria i Salvatore Maranzano va convertir-se en cap de la família criminal Genovese a més d'esdevenir el cap criminal més important dels Estats Units durant la dècada de 1930.
El 1936 fou acusat de proxenetisme i complí condemna fins al 1946 quan el governador de l'estat de Nova York, Thomas E. Dewey, li commutà la pena i el deportà a Itàlia després que col·laborés amb la marina nord-americana durant la Segona Guerra Mundial. El fet d'estar empresont i després de tenir prohibida l'entrada als Estats Units, va comportar que Luciano perdés la capacitat de dirigir l'organització criminal Genovese i fou substituït primer per Frank Costello i després per Vito Genovese.
Un cop a Itàlia, Luciano va involucrar-se en diversos negocis legals i il·legals, sempre sotmès a vigilància policial per les autoritats nord-americanes i italianes. Només se li va permetre tornar als Estats Units un cop mort i per ser enterrat al cementiri de Saint John, Nova York.

## Joventut
Nascut el 24 de novembre de 1897 a Lercara Friddi, Sicília, Salvatore Lucania fou el tercer fill d'Antonio Lucania i Rosalia Capporelli. Giuseppe, Filippa, Bartolomeo i Concetta eren els noms dels seus quatre germans. La seva mare era qui es cuidava dels fills i de la casa mentre el pare treballava a les mines de sofre i en altres feines per tal de poder mantenir la família. Antonio Lucania emigra als Estats Units el 22 de juny de 1906 a bord del vaixell S.S. Sofia Hohenberg i s'instal·la a Amsterdam Avenue de Manhattan. No és fins un any després, el 27 d'octubre de 1907 que Rosalia Capporelli, Filippa i Salvatore Lucania arriben a Nova York a bord del vaixell S.S. Roma i s'instal·len, juntament amb el pare de la família, en un apartament ubicat al 330 East 13th Street, al Lower East Side. Bartolomeo ja havia emigrat el 1905 mentre que Giuseppe Lucania va arribar a Nova York el 28 de novembre de 1909. D'altra banda, la filla menor del matrimoni, Concetta, emigrà als Estats Units el 1915.
Luciano passa els dos primers anys d'escolarització a l'escola pública número 10 per després, a l'edat d'11 anys, traslladar-se a l'escola pública número 40. Ell mateix va afirmar que la seva etapa escolar als Estats Units fou d'allò més problemàtica, amb uns professors que l'ignoraven per no saber anglès i un cercle d'amistats molt limitat. Segons Luciano, l'ambient que percebia a l'aula i la frustració de no conèixer l'idioma el van conduir a saltar-se les classes i a passar llargues estones al carrer. Un dels primers «negocis» que organitzà fou el de demanar diners a canvi de protecció a nois i noies que sovint eren apallissats i assaltats a la sortida de l'escola per altres nois de l'edat de Luciano. Un d'aquests nens, el jueu Meyer Lansky, qui li plantà cara tot refusant les seves demandes, acabaria essent un dels seus millors amics i esdevindria un dels seus col·laboradors més estrets.
La necessitat de diners feu que Luciano acceptés feines mal pagades com a repartidor en diversos negocis com una empresa de gelats o una de queviures. Durant els seus primers anys als Estats Units, Luciano, tot i no haver estat detingut, ja era considerat un dels nois més conflictius del Lower East Side. El 25 de juny de 1911 i degut al seu absentisme escolar, la Board of Education l'internà durant quatre mesos a la Brooklyn Truant School.
Després de l'etapa com a intern a la Truant School, Luciano es convertí en el cap de la seva pròpia banda, oferint protecció a altres adolescents jueus i italians per deu centaus la setmana. En aquesta petita banda, el seu principal soci era alhora el seu millor amic i el que acabaria essent un dels seus principals col·laboradors en el futur, el jueu Meyer Lansky. Durant aquest període Luciano coneix Francesco Castiglia, més conegut com Frank Costello, un jove d'origen calabrès que s'acabà convertint en un important cap del crim organitzat durant les dècades de 1940 i 1950.
El 1914, a l'edat de disset anys, Luciano és contractat com a repartidor per la Goodman Hat Company del carrer West 24, amb un sou de sis dòlars la setmana. La seva relació amb el propietari de l'empresa, Max Goodman, fou d'allò més bona, fins al punt que la família Goodman el convidava a casa per celebrar la festivitat religiosa del Sàbat. Es creu que a raó d'aquesta relació i apropament amb la religió jueva, Luciano, anys després, decidí trencar la tradició pròpia de grups criminals italians i incloure jueus com Bugsy Siegel i Meyer Lansky a la seva organització.
Es creu que un dels moments que va canviar la seva manera de pensar en guanyar-se la vida de forma legítima i, per tant, l'apropà al món de la delinqüència, fou quan va guanyar 244 dòlars en una aposta.
El 1916 Luciano entra la banda de Five Points Gang, una de les bandes de carrer més famoses de la ciutat de Nova York, establerta a la zona del Lower Manhattan. Després d'entrar a la banda Luciano coneix alguns dels individus que acabaran per dominar la delinqüència organitzada als Estats Units com ara Alphonse Capone o Johnny Torrio. Aquell mateix any, Luciano té un dels primers contactes amb el món de la delinqüència organitzada a través d'un individu anomenat George Scanlon, qui controlava la venda d'heroïna i cocaïna en barris com el Lower East Side. Després que Luciano aconseguís contactar amb Scanlon, aquest li oferí feina com a repartidor/venedor de drogues. Poc temps després, es creu que un dels seus companys de la banda, gelós per la gran quantitat de diners que Luciano guanyava treballant per a Scanlon, el delatà a la policia. A principis del mes de juny de 1916 Luciano és detingut i el 26 d'aquell mateix mes es declara culpable per un delicte de possessió de substàncies prohibides. El tribunal el condemnà a un any de presó al centre penitenciari de Hampton Farms, on hi passà sis mesos fins a aconseguir la llibertat condicional. Un cop complerta part de la condemna i després de tornar a casa dels pares, el pare de Luciano, avergonyit per les accions del seu fill, l'apallissà i el feu fora de casa.
Poc després, Luciano s'ajunta amb individus com Frank Costello, Bugsy Siegel i Meyer Lansky amb l'objectiu de formar una banda pròpia. A la primavera de 1917 i després que els Estats Units entressin a la Primera Guerra Mundial, Luciano, que complia tots els requisits necessaris per ser cridat a files, decideix contagiar-se de sífilis a propòsit. Per fer-ho, els seus socis li troben una prostituta infectada que li acaba servint per evitar anar a la guerra.
El 1918 la banda de Luciano i els seus socis ja comptava amb més de vint individus que es dedicaven a robar petits bancs, botigues i magatzems a la zona de Manhattan. La banda fins i tot va crear un banc intern anomenat Buy-Money Bank, gestionat per Costello i que servia, entre d'altres, per pagar suborns a policies i polítics locals.
El 2 de juny de 1923, Luciano ven 56 grams d'heroïna a John Lyons que, sense saber-ho, era un informador dels Serveis Secrets. Tres dies després n'hi ven 28 grams més i és detingut. Es creu que després de diversos intents fallits de sobornar les autoritats, Luciano decideix cooperar i revelar on hi ha la resta de l’heroïna amb la condició de ser alliberat sense càrrecs. Un cop els agents arriben a l’adreça indicada, un soterrani al 163 de Mulberry Street, requisen la droga i alliberen Luciano.

## Llei Seca (1920 - 1933)
Quan el govern dels Estats Units implantà la coneguda Llei Seca, que prohibí la fabricació, venda i distribució de begudes alcohòliques, les diferents famílies criminals dels Estats Units s'enriquiren molt amb el contraban d'alcohol. A finals de 1920, Luciano s'associà amb Joseph A. Adonis per establir una base a Filadèlfia des d'on fabricaven i distribuïen grans quantitats de licor clandestí. La banda de Luciano es caracteritzà per distribuir whisky escocès d'alta qualitat, una beguda alcohòlica que no estava dissolta en aigua ni adulterada per augmentar-ne la quantitat, sinó que es prioritzava la qualitat del producte alhora que s'aconseguia accés a alguns dels bars clandestins o speakeasies més selectes. Gràcies a l'aplicació de la Llei Seca, la banda de Luciano controlava diversos negocis il·licits que s'escampaven per tot Manhattan, Brooklyn i regions de Nova Jersey, com Fort Lee. Alguns dels seus socis com Lansky o Siegel s'encarregaven del transport de licors, sovint transportant-los en combois de camions fortament armats. Durant el reclutament de joves italians que volguessin unir-se a la banda, Luciano conegué i reclutà un jove anomenat Vito Genovese, amb qui mai acabà de congeniar i que anys després acabaria substituint-lo com a cap de la família criminal Genovese. Gràcies a l'èxit que tenia el licor de contraban i a algunes de les incorporacions com Lepke Buchalter, Dutch Schultz, Abner «Longie» Zwillman, Willie Moretti i el suport i finançament de Arnold Rothstein, la banda aconseguí expandir-se cap al Bronx, Nova Jersey i, fins i tot, infiltrar-se en la indústria tèxtil del país i, gràcies als contactes de Rothstein, importar grans quantitats de licor directament d'Escocia.
A mitjans de 1923 Luciano era un dels principals «licoristes» i ja gaudia de cert estatus dins l’alta societat novaiorquesa; sovint era convidat a festes en apartaments i mansions de barris i zones benestans com Park Avenue, Westchester County o a Connecticut. La seva detenció per possessió de substàncies prohibides va arribar als diaris i la seva reputació va passar de licorista a traficant. En un intent a la desesperada per tal de salvar la seva imatge, Meyer Lansky li donà la idea d’aprofitar el proper combat de boxa entre Jack Dempsey i Luis Angel Firpo per comprar seients i regalar-los a personatges de l’alta societat. Entre els convidats hi havia el cap de la policia de la ciutat de Nova York, Bill Lahey, polítics demòcrates de l'anomenada Tammany Hall, com James Joseph Hines i Tom Pendergast, o repúblicans com Bill Vare, a més de futurs caps mafiosos com Frank Scalice o Al Capone. Un element que ha generat controvèrsia fou que Luciano, en les seves memòries, va assegurar que Salvatore Maranzano era un dels convidats i que va assistir al combat. Segons Joseph Bonanno però, Maranzano va emigrar als Estats Units el 1925. De tota manera, es desconeix amb exactitud quan Maranzano va arribar a Amèrica, ja que ho va fer de forma il·legal i, per tant, no hi ha cap registre de la seva entrada.

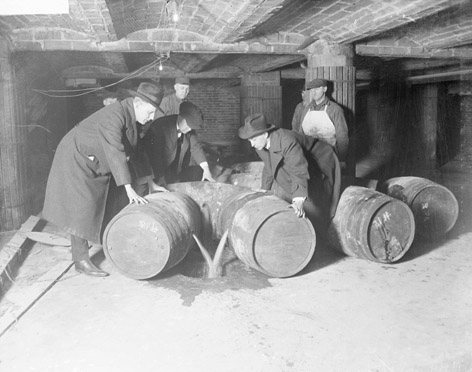
Agents destruint barrils d'alcohol en un local clandestí.

A part de ser un important soci, Rothstein es convertí en un mentor per a Luciano i, a part d'ensenyar-li el funcionament de la indústria del joc, va mostrar-li com fer-se un lloc en ambients elegants i de classe alta. El 4 de novembre de 1928 Rothstein fou tirotejat a l'hotel Park Central de Manhattan després d'haver acumulat un deute de 320.000 dòlars amb una família criminal, que es negà a retornar. Rothstein morí a l'hospital dos dies després, el 6 de novembre de 1928.
En algun punt de 1927, sorgeix la idea de crear una coalició de licoristes anomenada The Seven Group o Big Seven, formada per set grup criminals diferents. Es desconeix de qui fou la idea original com també els integrants del grup. Segons el mateix Luciano, però, la coalició estava formada per Meyer Lansky i Bugsy Siegel (representant Nova York i Nova Jersey), Joe Adonis, Longie Zwillman i Willie Moretti (Nassau County, Newark, Jersey City i Fort Lee), Irving Bitz, Waxley Gordon i Harry Rosen (Filadèlfia), Charles «King» Solomon (Boston i Nova Anglaterra), Nucky Johnson (Atlantic City), Johnny Torrio i Charles Luciano. Era una coalició de fabricants i distribuïdors de licor durant l'època de la Prohibició que establia una sèrie de regles per tal de reduir disputes entre licoristes i per intercanviar informació sobre possibles actuacions policials. Un any després de la creació del grup, s'havien establert diverses aliances de cooperació de la qual, segons el mateix Luciano, formaven part fins a vint-i-dos grups criminals que s'estenien des de Maine fins a Florida.
A finals de la dècada de 1920, la banda de Luciano tancà un acord comercial amb Samuel Bronfman, un dels homes més rics del Canadà i que esdevindria propietari de Seagram Corporation. Aquest acord assegurava el Canadà com a un proveïdor d'alcohol fiable i proper. A més, Luciano s'associà amb Waxey Gordon, productor i distribuïdor de whisky de Filadèlfia, qui els fabricava un whisky adulterat i l'etiquetava com si fos Johnnie Walker, Haig & Haig o Dewar's originals.

### Convenció d'Atlantic City
Després que el 1925 Al Capone es fes amb el control de la seva propia organització i declarés la guerra als altres grups criminals de Chicago, provocant una allau de morts que culminà amb la coneguda com a massacre del dia de Sant Valentí, líders criminals de tot el país convocaren una reunió per tal de calmar la situació. Aquesta reunió, ideada per Costello i impulsada conjuntament amb Luciano i Torrio, tingué lloc entre el 13 i 16 de maig de 1929 a l'hotel President d'Atlantic City, Nova Jersey. Finalment i després de les demandes dels caps criminals presents, Al Capone accedí a ser detingut i a complir condemna a la presó. Costello, Luciano, Torrio i la resta arribaren a la conclusió que apartar Capone dels carrers de Chicago durant una temporada era la forma més adequada per calmar les coses. Dos dies després de la fi de la convenció, Capone fou detingut a Filadèlfia i acusat de dur una arma de foc sense tenir la llicència necessària. Al Capone fou condemnat a un any de privació de llibertat a la presó del Comtat de Holmesburg, a Filadèlfia.
Luciano i alguns dels seus socis, entre els quals Lansky, preveieren, ja a finals de la dècada de 1920, que tard o d'hora el Congrés acabaria amb la divuitena esmena i, per tant, amb la llei seca. Per aquest motiu i un cop aquesta fou derogada el 1933, molts criminals com Luciano ja havien utilitzat els diners provinents de la venda d'alcohol per establir altres negocis legals i il·legals, principalment en el món del joc, fent-se propietaris o socis de multitud de casinos i cases d'apostes. Un dels tractes més importants que la família criminal dirigida per Luciano aconseguí fou amb el dictador cubà Fulgencio Batista qui, el 1933, tancà un acord amb Lansky mitjançant el qual els atorgava llicències per establir casinos i cases d'apostes a canvi d'una comissió de, com a mínim, tres milions de dòlars anuals a un compte bancari suís que el mateix Lansky havia obert.

## La Guerra de Castellammare i ascens criminal
El major grup del crim organitzat d'origen italià a la Nova York de la dècada de 1920 estava establert al barri d'East Harlem i era dirigit per un immigrant sicilià anomenat Giuseppe Masseria. En algun moment i degut a l'èxit com a licorista de Luciano, Masseria s'hi fixà i decidí reclutar-lo juntament amb personatges com ara Vito Genovese o Frank Costello. Masseria sentia especial afecció cap Charles Luciano i aquest, a més de ser un membre de l'organització, va ocupar el càrrec de sotscap i es va convertir en un dels seus homes de confiança, posició que conservaria durant l'anomenada Guerra de Castellammare. A finals de 1929 i principis de 1930, diverses tensions entre les famílies criminals Masseria i Maranzano desembocaren en la que es coneix com a Guerra de Castellammare, que provocà una seixantena de morts i tingué un gran ressò mediàtic. Segons el mateix Luciano, Masseria era un líder menyspreable i fet a l'antiga, molt centrat en valors tradicionals sicilians com el poder absolut o la venjança o vendetta, totalment contraris a la visió empresarial centrada en els beneficis econòmics que tenien molts criminals d'origen italià però criats als Estats Units com Luciano. 

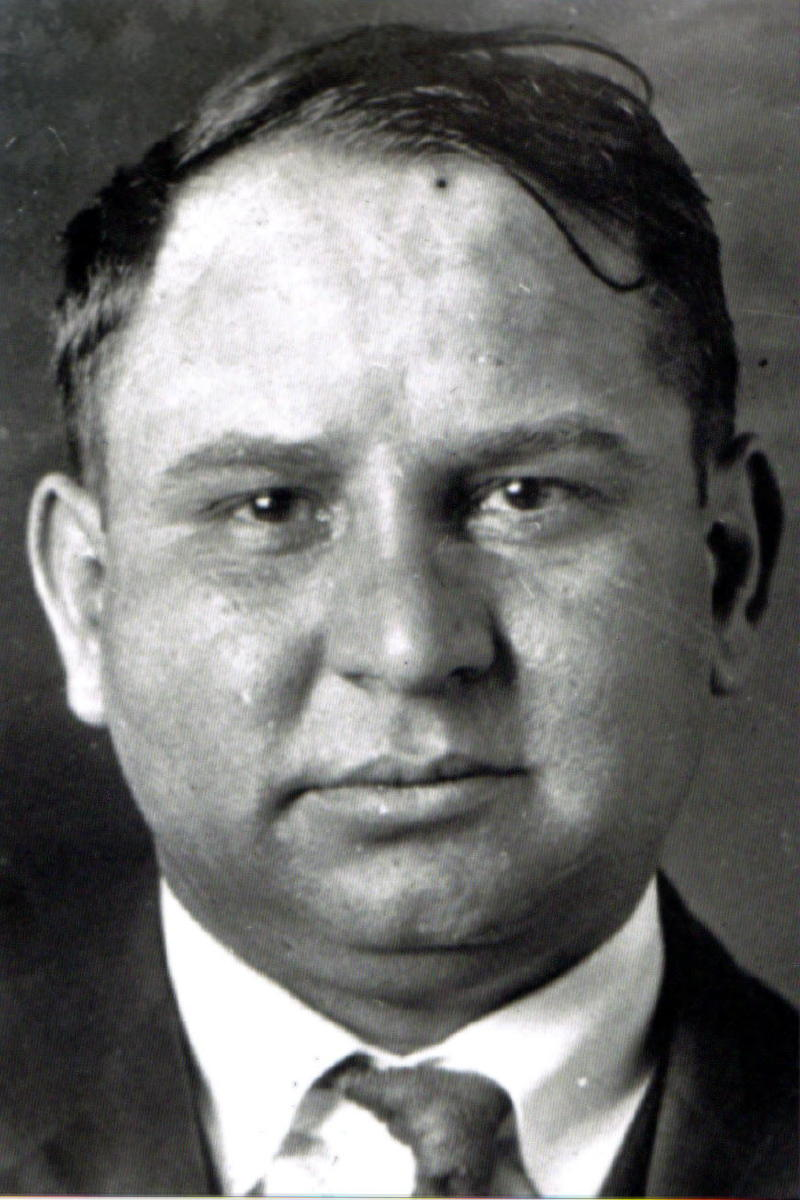
Giuseppe Masseria, fou el cap criminal més important de Nova York des de 1922 fins a 1931.

 El caràcter de Masseria i la descontrolada situació provocada per la Guerra de Castellammare fan que Luciano pacti l'execució de Masseria amb Salvatore Maranzano, cap del grup criminal Maranzano i enemic principal de Masseria. El 15 d'abril de 1931 Luciano convidà a dinar Masseria al restaurant italià Villa Nuova Tammaro de Coney Island. Després de prendre cafè i mentre ambdós jugaven una partida de cartes, Luciano va excusar-se per anar al servei; en aquell moment quatre homes entraren al restaurant, dispararen a Masseria i li causaren la mort.
Després de l'assassinat de Giuseppe Masseria, Salvatore Maranzano va convertir-se en el cap únic i principal de la delinqüència organitzada a la ciutat de Nova York, un títol conegut com a «cap de tots els caps» (capo di tutti capi). En un acte vist com a símbol de la seva arrogància per Luciano i companyia, Maranzano organitzà un banquet a l'hotel Grand Concourse, situat a Washington Avenue al barri del Bronx, on es creu que prop de cinc-cents mafiosos hi foren convidats i on Maranzano s'autoproclamà «cap de tots els caps». Segons el mateix Luciano, tal fou l'arrogància de Maranzano que feu instal·lar una espècie de tron reial al cap de la llarga taula que ell mateix presidia i feu seure els seus deixebles al seu costat. El nou cap va voler crear una organització d'estructura piramidal, en la qual els diferents caps de cada grup criminal (família) tenien plena autonomia però responien davant de Maranzano. Reorganitzà les diferents famílies criminals instal·lant a Luciano com a cap de la família criminal Masseria/Luciano, Tommy Gagliano com a cap de la família criminal Reina/Gagliano, Joe Profaci com a cap de la família criminal Profaci, Frank Scalise com a cap de la família criminal Mineo i el mateix Maranzano com a cap de l'antiga família criminal Schiro.
Tant a Luciano com a molts altres caps criminals no els agradà la manera com Maranzano va presentar i gestionar la seva nova posició. Tal com havia passat amb Masseria, veien aquesta manera de fer les coses com passada de moda i perjudicial per als negocis dels seus respectius grups que, entre d'altres aspiracions, desitjaven una major autonomia. Les desavinences entre Luciano i Maranzano es feren evidents després que Maranzano s'assabentés que Luciano s'havia desplaçat a Pittsburgh i Cleveland per reunir-se amb altres caps criminals d'importància com Salvatore Calderone (Pennsilvània), John Scalise, Moe Dalitz i Fankie Milano (Ohio), Santo Trafficante (Florida) i un representant de Chicago enviat per Al Capone. L'objectiu de la visita que Luciano i Meyer Lansky feren a tots aquests individus a mitjans de la dècada de 1930 era aconseguir el suport necessari per a posar fi al regnat de Maranzano. Per fortuna de Luciano, Maranzano coneixia la trobada però no el que s'hi va discutir. Tot i això, les sospites de Maranzano a ser traït anaren creixent i el portaren a fer una llista amb els noms dels individus que veia com a perillosos i que calia eliminar. Els noms de la llista foren els de Vito Genovese, Frank Costello, Joe Adonis, Dutch Schultz i Charles Luciano.
El 10 de setembre de 1931, Maranzano convidà Lucky Luciano i Vito Genovese a una reunió a la seva oficina. Luciano, convençut que el seu assassinat tindria lloc en aquella oficina, decidí no anar-hi i enviar-hi quatre assassins a sou que s'identificaren com agents de la Internal Revenue Service (IRS), entraren a l'oficina que Salvatore Maranzano tenia a la luxosa avinguda de Park Avenue, just damunt de la Grand Central Station, i l'assassinaren a ganivetades i trets. L'ordre de matar Maranzano la donà Charles Luciano que, gràcies a Harry Rosen, un mafiós de Filadèlfia, s'assabentà que Maranzano havia contractat els seveis de Vincent «Mad Dog» Coll, un assassí a sou d'origen irlandès, per acabar amb la seva vida.

## Reorganització de la Cosa Nostra i creació de la Comissió

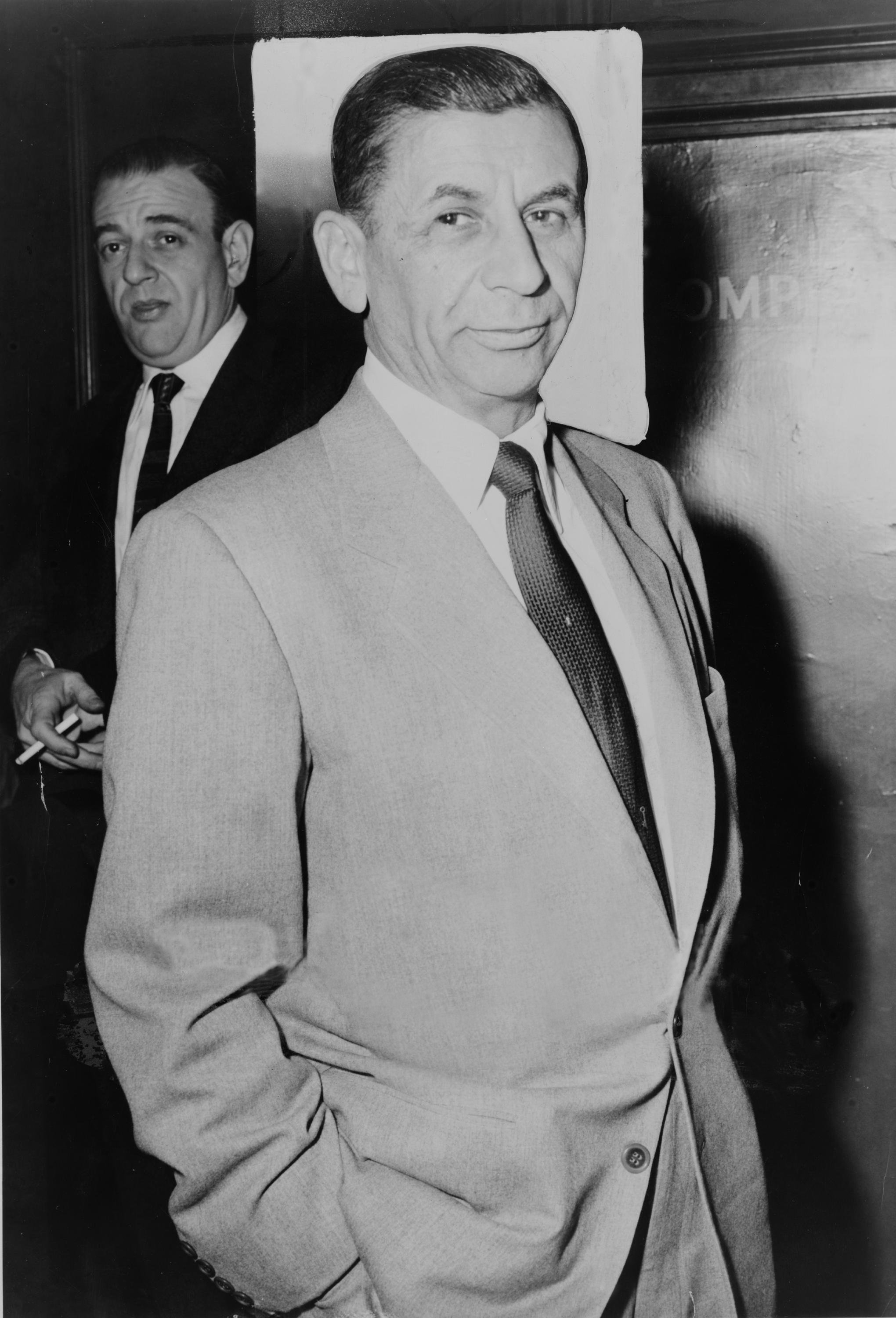
Meyer Lansky fou un dels socis més propers a Luciano i el primer consigliere no oficial de la família criminal Genovese.

Pocs dies després de l'assassinat de Maranzano, els cinc caps criminals de la ciutat de Nova York (Gaetano «Tommy» Gagliano, Vincent Mangano, Joe Profaci, Joseph Bonanno i Charles Luciano) viatgen a Chicago per assistir a una reunió a l'hotel Congress Plaza amb Al Capone com a amfitrió. Per primer cop en la història de la Cosa Nostra italoamericana hi son presents individus no-italians com Meyer Lansky, Bugsy Siegel, Moe Dalitz, Harry Rosen, Dutch Schultz i Abe Reles, entre d'altres. Durant aquesta trobada va néixer la Comissió, un sistema organitzatiu ideat per Luciano que estructurava la delinqüència organitzada com si es tractés d'una empresa privada. Cada família criminal tindria autonomia dins el seu territori i cada cap tindria un seient permanent dins la Comissió i un vot. Aquest era un òrgan que podia ser reunit de forma ordinària (cada cinc anys) o bé d'urgència i era l'espai on els caps criminals podien discutir i debatre possibles desavinences entre famílies. L'objectiu principal de la Comissió era evitar l'aparició d'enfrontaments armats entre grups de la Cosa Nostra i les decisions havien de ser preses per unanimitat. La grandària de les famílies criminals va limitar-se i només es podia acceptar una nova incorporació després de la mort d'algun membre. També es va crear la figura del conseller o consigliere, una espècie de càrrec diplomàtic proper al cap criminal i que tenia funcions d'assessorament i control dins el propi grup i de diplomàcia amb altres grups. A més, el conseller actuava com a bústia de queixes per als soldats (graó més baix dins l'estructura criminal), recollint les queixes que aquests poguessin tenir i duent-les a una sessió de la Comissió. Mentre la Comissió era un òrgan que agrupava les diferents famílies criminals, no tenia cap poder a l'hora de gestionar-les sinó que el cap criminal era l'autoritat única i suprema dins la seva família.

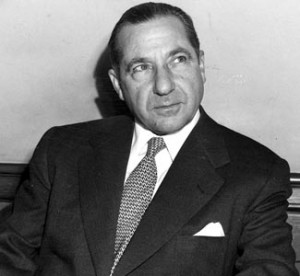
Frank Costello fou el primer conseller de l'organització a més de ser qui exercí les funcions de cap criminal fins al 1957.

Oficialment, la Comissió estava formada per set caps criminals que corresponien als líders de les cinc famílies de la ciutat de Nova York, Charles Luciano (família Genovese), Joseph Bonanno (família Bonanno), Joe Profaci (família Colombo), Vincent Mangano (família Gambino) i Tommy Gagliano (família Lucchese), amb la incorporació del Cap de Chicago, Al Capone i de Stefano Magaddino, cap de la família criminal de Buffalo, també coneguda com a família Magaddino. Al Capone no va ocupar la seva posició dins la Comissió durant gaire temps ja que el 18 d'octubre de 1931 fou condemnat per evasió d'impostos i substituït per Paul Ricca.

### Família criminal Genovese
Un cop eliminats els antics caps Masseria i Maranzano i després de la reorganització de la Cosa Nostra italoamericana, Charles Luciano es converteix en cap de la família criminal Luciano o, tal com s'anomenaria anys després de forma oficial sota la direcció de Vito Genovese, la família criminal Genovese. Tot i que la seva influència era major que la dels altres quatre caps, Luciano mai va acceptar el càrrec de «cap de tots els caps» o capo di tutti capi, ja que creia que aquest era una mostra de l'arrogància d'èpoques passades. De l'estructura original del grup criminal liderat per Luciano se sap que Frank Costello n'ocupà el càrrec de conseller des de 1931 fins al 1937 i Vito Genovese el de sotscap fins al 1937, quan va fugir cap a Itàlia per por a les conseqüències penals de l'assassinat de Ferdinand Boccia. D'altra banda i de forma no oficial, Meyer Lansky, qui era un dels homes més propers a Luciano, exercia funcions pròpies de conseller.

## Acusacions de proxenetisme
L'1 d'abril de 1936 el fiscal Thomas Dewey declarà Luciano com a enemic públic número 1 de la ciutat de Nova York i n'ordenà el seu arrest. Mesos abans, la fiscalia del districte sud de Nova York havia arrestat diverses prostitutes i proxenetes que, a canvi de no ser penats i d'incórrer en penes menors, havien de declarar en contra de Luciano. En aquell moment Luciano, que es trobava a Hot Springs, (Arkansas), fou detingut i traslladat al centre penitenciari de Little Rock. Un cop extradit a Nova York, la fiscalia el va acusar de noranta càrrecs per prostitució, uns càrrecs que, sumats, arribaven als 1.950 anys de presó i a una finança de 350,000 dòlars. Els advocats de Luciano van dipositar la fiança i aquest fou alliberat a espera de judici.
El judici contra la presumpta xarxa de prostitució que Luciano dirigia va començar el 13 de maig de 1936 i segons el fiscal Dewey, Luciano controlava una extensa xarxa de fins a dos-cents prostíbuls que s'escampaven per les zones de Manhattan, el Bronx, Brooklyn i Queens i on treballaven més de tres-mil prostitutes, generant uns beneficis estimats de dotze milions de dòlars anuals. El 29 de maig d'aquell mateix any i després de tres setmanes i més de seixanta testimonis el judici fou vist per sentència. Aquesta es donà a conèixer el 7 de juny i el tribunal trobà que Luciano era culpable de seixanta-dos càrrecs, i va ser sentenciat a un mínim de trenta-sis anys de presó i cinquanta com a màxim.
El 1938, mentre els advocats de Luciano preparaven l'apel·lació van descobrir una sèrie de cartes d'algunes de les noies que havien declarat en contra de Luciano durant el judici. Cokey Flo, Nancy Presser, Hellen Kelly i Mildred Balitzer, entre d'altres, van afirmar, en declaració jurada, que el testimoni que van fer durant el judici era fals i havia estat fabricat per l'oficina de Dewey. Segons elles, la fiscalia les havia amenaçat amb greus repercussions penals per haver exercit la prostitució si no ajudaven en l'intent de posar Luciano entre reixes. Poc temps després, Joe Bendix, un dels proxenetes que també havia declarat en contra de Luciano, envià una carta al tribunal i als advocats de Luciano dient que ell també va cometre fals testimoni. En aquest cas, però, a Bendix se li va fer la falsa promesa que, a canvi del seu testimoni, se li aplicaria una reducció de la pena que, al final, no va complir-se. Tot i això, el tribunal d'apel·lacions va tombar el recurs de Luciano i el Tribunal Suprem nord-americà decidí no intervenir-hi i donar el cas per tancat.
Luciano sempre va negar la seva participació en els negocis dels que se l'acusava i, anys després, Joseph Bonanno va escriure en el seu llibre de memòries Un Home d'Honor que Luciano no estava directament involucrat en negocis de prostitució. Polly Adler, una de les madams més conegudes de les dècades de 1930 i 1940 a la ciutat de Nova York i gran amiga de Luciano, va posar en dubte que aquest tingués cap relació directa amb el mon de la prostitució, i Frank Costello, en converses amb el seu advocat, també va afirmar que Luciano mai va estar directament involucrat en el negoci de la prostitució. Anys després, Joe Valachi, membre de la família criminal Genovese i el primer en reconèixer l'existència de la Cosa Nostra davant el Congrés dels Estats Units, va defensar que la condemna de Luciano el va sorprendre ja que un cap criminal mai s'involucra en activitats com les que fou acusat i condemnat.

### Presó (1936-1946)
Charles Luciano ingressà al centre penitenciari de màxima seguretat de Sing Sing el 8 de juny de 1936 i poc després, el 2 de juliol, fou traslladat a la Clinton Correctional Facility a Dannermora, Nova York. Allà, Luciano treballà rentant la roba dels reclusos i poc temps després passà a treballar a la biblioteca del centre. Tot i estar empresonat, Luciano seguí exercint de cap criminal amb l'ajuda dels seus col·laboradors més propers. Frank Costello, Joe Adonis i Meyer Lansky foren els encarregats de dirigir la família criminal Genovese. Joe Adonis serví d'enllaç entre Luciano i la Comissió, mentre que Meyer Lansky se centrà en les finances personals de Luciano, i Costello en dirigí les seves propietats i negocis a més d'exercir com a cap criminal en funcions, posició que conservaria fins al 1957.
Després de l'acord entre Luciano i la marina nord-americana, aquest és traslladat al centre penitenciari de Great Meadow el 12 de maig de 1942. A Great Meadow, Luciano disposava d'una cel·la per a ell sol i d'un règim molt més permissiu amb avantatges com l'autorització de visites, a tota hora, d'amics i còmplices.
El 2 de febrer de 1946 Luciano és posat en llibertat i abandona la presó de Great Meadows sota custòdia policial fins a Ellis Island des d'on, una setmana després, s'embarcà en el ferry S.S. Laura Keene, rumb a la seva Sicília natal.

## Segona Guerra Mundial, llibertat i deportació

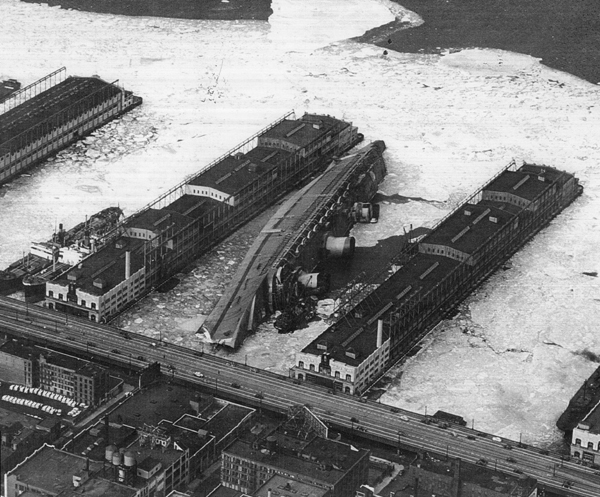
Imatge del S.S. Normandie després de l'incendi al moll 88 de Manhattan.

La participació dels Estats Units a la Segona Guerra Mundial donà a Luciano l'oportunitat d'aconseguir la llibertat condicional. La pèrdua de diversos vaixells mercants nord-americans a mans de submarins de l'exèrcit nazi va fer que la intel·ligència naval americana sospités que es transmetia informació a l'enemic a través de ciutadans americans d'origen alemany i italià que tenien contactes o directament treballaven a les zones portuàries. Albert Anastasia, un membre de la delinqüència organitzada amb forts contactes dins els estibadors de Manhattan i amic personal de Luciano, va assebentar-se que la Office of Naval Intelligence tenia una creixent preocupació per possibles actes de sabotatge per part dels estibadors nord-americans. Segons el mateix Luciano, Anastasia, que en aquell moment estava sent investigat per diversos casos d'assassinat, va pensar que, si es produïa un acte de sabotatge d'importancia al port, tant ell com Luciano podrien ser d'ajuda per a la marina i, d'aquesta manera, guanyar-se alguna mena de clemència per part de les autoritats.
El 9 de febrer es cremà, mentre estava ancorat al port de Manhattan, el vaixell S.S. Normandie, que estava sent reconvertit per al transport de tropes. Aquest fet provocà que diversos oficials de la marina posessin en marxa el que es conegué com a «Operation Underworld Counter Espionage», una operació encoberta entre figures de la delinqüència organitzada i l'exèrcit dels Estats Units amb l'objectiu d'assegurar cert grau de seguretat al port. Aquest grup d'oficials estava encapçalat pel tinent coronel Charles Haffenden, qui inicià contactes amb Joseph Lanza, membre de la delinqüència organitzada i que controlava el Fulton Fish Market. En una de les seves converses Haffenden va proposar a Lanza d'instal·lar sistemes de vigilància i comunicació al port, però Lanza va defensar que ell no tenia el poder per autoritzar-ho i que, si la marina volia la total cooperació dels estibadors, havien de parlar-ho amb Charles Luciano.
Fou llavors quan Moses Polakoff, advocat de Luciano, rebé una trucada de Murray I. Gurfein, fiscal del districte sud de Nova York amb la proposta de col·laboració entre el govern i el seu client. Per facilitar-ne les futures trobades, Luciano fou traslladat a la presó de Sing Sing, un centre penitenciari de màxima seguretat més proper a la ciutat de Nova York que el de Dannemora.
El mateix dia que les forces aliades es proclamaren vencedores, Luciano envià una petició de clemència al que fou el seu perseguidor, el fiscal Thomas E. Dewey, que en aquell temps ocupava el càrrec de governador de l'estat de Nova York. Dewey l'acceptà i el 3 de gener de 1946 s'anuncià la posada en llibertat de Luciano, amb l'única condició que s'exiliés immediatament a la seva Sicília natal i no tornés a trepitjar territori nord-americà. Segons el mateix Luciano, a més de l'episodi de l'incendi al vaixell S.S. Normandie, la família criminal Genovese, de la qual ell era cap, havia tancat un acord amb el mateix Dewey en què s'establia que aquest rebria ajuda per part de l'organització criminal en el seu intent de convertir-se en governador de l'estat. A canvi, un cop Dewey assolís el càrrec, la pena de Luciano havia de ser commutada.
Tot i la col·laboració entre l'exèrcit nord-americà i Luciano, aquest darrer va confessar al periodista Oscar Fraley, en una entrevista el setembre de 1960, que la veritable raó per la qual li Dewey accedí a commutar-li la pena, fou que membres de l'organització criminal van passar-se anys indagant informació personal del mateix Dewey. A raó de diverses troballes que, de fer-se públiques, podrien haver fet trontollar la carrera política de Dewey, aquest accedí i li commutà la pena de presó.

### Breu estada a Itàlia (1946)
Luciano va arribar al port de Gènova a finals del mes de febrer de 1946 a bord del vaixell S.S. Laura Keene i, un cop en territori italià, fou retingut a l'espera que la seva documentació d'extradició arribés a Sicília. Dies després fou escortat pels carabinieri a un ferry que el traslladà fins a Palerm per ser conduït seguidament a Lercara Friddi, el seu poble natal. Poques setmanes després Luciano aconsegueix l'autorització de les autoritats i es trasllada a l'hotel Grande Albergo Sole de Palerm. L'estada de Luciano a la capital siciliana també és breu i poc després de la seva arribada es trasllada a Roma, on estableix contactes amb membres de la delinqüència organitzada. Alguns, com Riccardo Barone, eren familiars del mateix Luciano. Durant la seva estada a la capital, Luciano aprofità l'estat de necessitat provocat per la guerra per fer-se un lloc al mercat negre, important productes de contraban com tabac i licors o establint un sistema de canvi de divises entre Itàlia i Tànger.
El juny de 1946 es trasllada a l'hotel Excelsior de Nàpols i utilitza alguns dels contactes que anys abans havia establert Vito Genovese per extreure béns diversos de la base naval nord-americana a Nàpols i introduir-los al mercat negre. Dos mesos després, el setembre de 1946, obté dos passaports italians amb el nom de Salvatore Lucania i diversos visats per viatjar a països del centre i sud del continent americà, entre els quals Cuba i Mèxic.

### Luciano i la invasió aliada de Sicília
Un cop finalitzada la Segona Guerra Mundial i a raó de diferents rumors que sostenien que Luciano o algun dels seus associats havia ajudat o facilitat l'exèrcit nord-americà en la invasió de Sicília, Luciano va deixar escrit en les seves memòries que això mai no va passar. Segons el seu relat, mai cap estament militar va demanar-li ajuda en cap altre assumpte que no tingués a veure amb la seguretat al port de Manhattan.

## Reunió de la Comissió a l'Havana

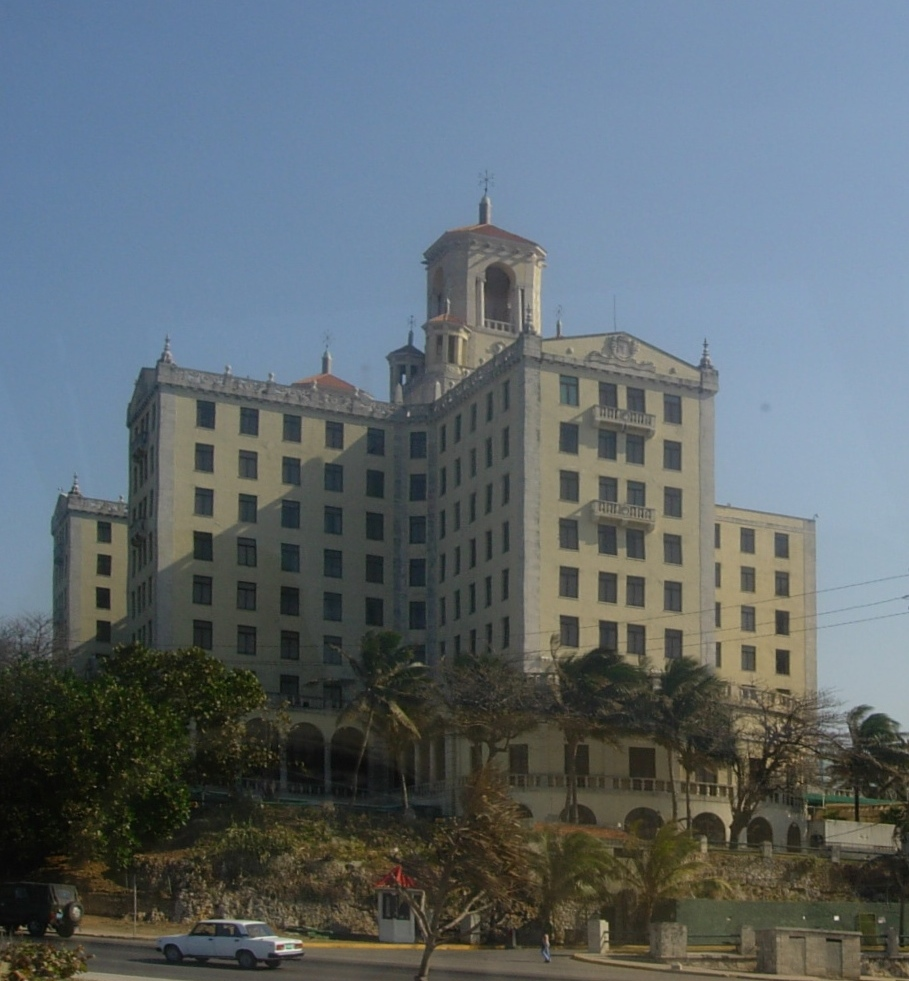
Residència de Lucky Luciano a la Quinta Avenida de l'Havana.

Luciano abandona Itàlia a principis d'octubre i s'embarca en un vaixell de transport de mercaderies que el durà per diferents països. Aquesta sèrie de viatges tenien, segons el mateix Luciano, l'objectiu d'establir contactes i d'assegurar-se que no era seguit per ningú. La primera parada la fa a Caracas (Veneçuela), i d'allà es desplaça fins a Ciutat de Mèxic, on s'hi està uns dies més. Des de Mèxic, lloga un avió privat per arribar a la seva destinació final de l'Havana (Cuba). Un cop a l'Havana i després de passar uns dies allotjat a l'Hotel Nacional, Luciano s'instal·la en una mansió situada a la Quinta Avenida, al suburbi de Miramar.
La conferència de l'Havana es feu a l'Hotel Nacional i reuní la cúpula de la Cosa Nostra italoamericana. De fet, aquesta conferència fou una reunió de la Comissió a la qual assistiren Joe Adonis, Albert Anastasia, Joseph Bonanno, Frank Costello, Tommy Lucchese, Vito Genovese, Joe Profaci, Giuseppe Magliocco, Willie Moretti, Augie Pisano, Mike Miranda, Stefano Magaddino, Tony Accardo i dos individus més enviats per Capone, Carlos Marcello de Nova Orleans i Santo Trafficante de Florida. Cada membre tenia un vot dins l'assemblea de la Comissió menys els no-italians Meyer Lansky i Phil Kastel.
A més de la reunió i amb l'objectiu de camuflar la trobada de mafiosos, la Comissió va organitzar un sopar de gala per Frank Sinatra, amic de Luciano, Lansky i Costello. Durant la seva estada a l'Havana, Luciano va fer-se soci de l'Hotel Nacional amb una aportació de 150.000 dòlars.
Benjamin «Bugsy» Siegel no fou informat de la reunió ja que un dels seus projectes mes ambiciosos, la construcció i gestió de l'hotel i casino Flamingo de Las Vegas li havia provocat un deute considerable amb alguns dels seus socis dins la Cosa Nostra. La desconfiança d'aquests cap a Siegel va augmentar quan Lansky, que tenia extensos lligams amb bancs suïssos, va assabentar-se que Virginia Hill, esposa de Siegel, no només viatjava amb freqüència a Zúric sinó que tenia llogat un apartament de luxe a la ciutat i recentment havia obert un compte bancari on hi havia dipositat 300.000 dòlars. Segons Luciano, el 22 de desembre va celebrar-se la trobada i Lansky va exposar el cas, argumentant per què ell creia que Siegel estava robant diners a les diferents famílies. Seguidament, la Comissió va votar per unanimitat acabar amb la vida de Siegel, encarregat ja des dels anys trenta de les activitats criminals a la Costa Oest, especialment el joc. El Flamingo havia de ser inaugurat el 26 de desembre d'aquell mateix any i els diferents caps van acordar que, en cas que el Flamingo fos un èxit, la Comissió perdonaria la vida a Siegel a canvi que aquest retornés tots els diners que els seus socis li havien confiat. La inauguració del Flamingo, tot i tenir actuacions i convidats de renom com George Jessel i Xavier Cugat, fou un fracàs i finalment, la nit del 20 de juny de 1947, Bugsy Siegel és assassinat a la casa que Virginia Hill tenia llogada a North Linden Drive, a Beverly Hills.

## Deportació i vida a Itàlia

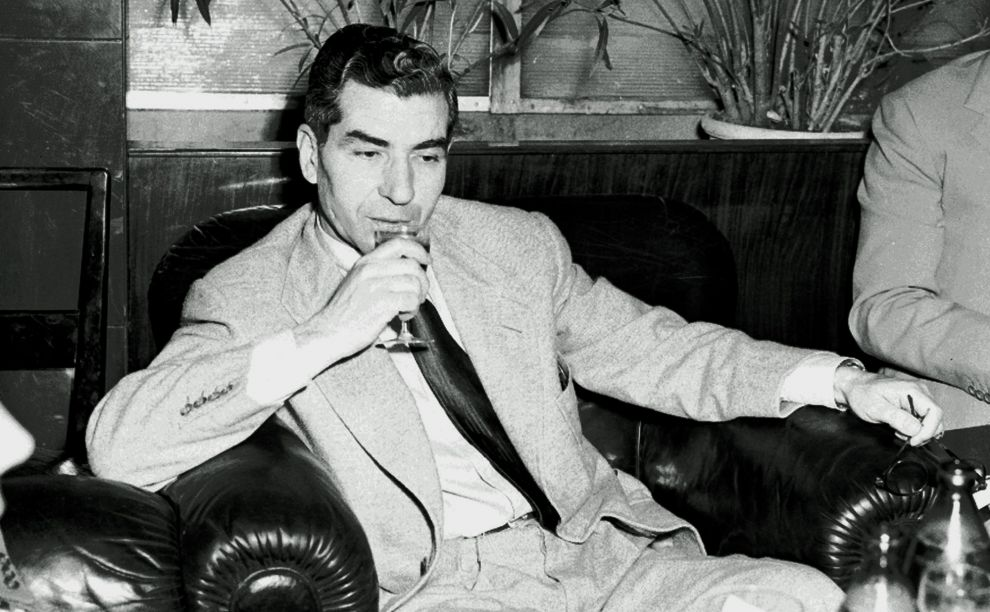
Imatge de Luciano a l'hotel Excelsior de Roma, l'any 1948.

El febrer de 1947 Harry Anslinger, agent del Departament Federal d'Antinarcòtics (agència predecessora de la Drug Enforcement Administration), va assabentar-se que Luciano es trobava a Cuba i va enviar una queixa formal per tal que el govern cubà l'expulsés del país. Cuba va negar-se a expulsar Luciano, però el departament d'antinarcotics dels Estats Units va inisistir fins a amenaçar Cuba amb un bloqueig naval en tots els carregaments de medicaments que arribaven a l'illa. Segons Anslinger, la presència de Luciano a Cuba representava una amenaça per a la seguretat dels Estats Units i, per tant, havia de ser extradit a Itàlia. Anys després, Luciano va plasmar en les seves memòries que sospità que Vito Genovese, amb qui tenia una important enemistat, fou qui va denunciar la presència a Cuba del cap de la seva organització a les autoritats americanes. Finalment el govern cubà no va poder fer front a les pressions nord-americanes i Luciano va veure's obligat a marxar de nou cap a Itàlia. S'embarca en un vaixell turc anomenat S.S. Bakir i arriba al port de Gènova l'11 d'abril de 1947.
Un cop a Itàlia Luciano és novament detingut i retingut a la presó de Marassi fins al 14 de maig, quan una comissió judicial de Palerm n'ordena l'alliberament. Un cop lliure, Luciano abandona Sicília i s'instal·la primer a Nàpols i seguidament a Roma. Un cop instal·lat a l'hotel Excelsior de la capital italiana, estableix una xarxa de missatgers que s'encarregaven de transmetre les ordres de Luciano cap a la seva família criminal a Nova York mentre uns altres transportaven diners provinents dels diferents negocis cap a Roma.
El 1949, l'agent d'aduanes de Nova York Charles E. Wyatt va anunciar la detenció de diversos individus que formaven part d'una xarxa de tràfic de cocaïna, heroïna i opi. Un d'aquells individus era un conegut de Luciano anomenat Ralph Liguori. Atès que havien estat vistos junts en algunes ocasions, la policia italiana decidí detenir a Luciano i enviar-lo a la preso romana de Regina Coeli. Nou dies després de la seva detenció, les autoritats americanes i italianes el deixen en llibertat per falta de proves. La constant pressió mediàtica i la forta vigilància policial sobre Luciano, amb l'aplicació de toc de queda diari a partir de les vuit del vespre, provoquen que ell i Igea s'acabin traslladant a la Villa Igea de Palerm. Durant aquesta temporada, Luciano es reuneix regularment amb individus de la Cosa Nostra italoamericana i d'altres socis com Meyer Lansky a la població siciliana de Taormina. Un any després, Luciano aconsegueix un passaport italià i, a mitjans de la dècada de 1950 i després de traslladar-se a Nàpols, viatja a diferents ciutats europees com Londres, París o Zuric, en les quals es reuneix amb membres de la seva família criminal amb l'objectiu d'ampliar els seus negocis legals i il·legals.
El 1950 i 1951 el Senat dels Estats Units va crear un comitè especial per investigar la delinqüència organitzada. Aquest comitè fou conegut com a Kefauver Committe i va portar a declarar davant el Senat personatges com ara Meyer Lansky, Frank Costello o Willie Moretti. Un cop exposats al públic, molts d'aquests mafiosos i socis de Luciano es veieren obligats a cessar els seus negocis il·licits i, de retruc, perdre bona part del poder que tenien dins la Cosa Nostra. Tot i que el nom de Luciano aparegué de forma regular durant les diferents sessions al Senat, mai se l'acusà formalment de cap delicte.
A principis de 1951, l'agent italoamericà Charles Siragusa, del departament d'antinarcotics dels Estats Units, s'embarcà en una missió encoberta a ordres de Harry Anslinger. L'objectiu de la missió era enxampar Luciano fent tractes amb substàncies prohibides i així poder-lo acusar de tràfic de drogues. Luciano va assabentar-se de la presència de Siragusa a Nàpols com també de qui era l'esquer per arribar fins a ell: un criminal de poca importància i membre de la família criminal Lucchese anomenat Eugene Giannini. Després que Luciano n'informés les autoritats italianes, Giannini fou deportat als Estats Units i el 20 de setembre de 1952 fou assassinat en un carrer de l'East Harlem.
El 1951 Luciano s'instal·là de forma permanent a un apartament de Via Tasso, a Nàpols, i establlí un parell de negocis legítims: un de venda de material elèctric i un altre de venda d'equips mèdics. Per altra banda, Lansky seguia enviant-li diners provinents dels seus negocis lícits i il·lícits dels Estats Units i Cuba.

### Mort
A principis de la dècada de 1960, Luciano va conèixer Barnett Glassman, un productor de cinema de Hollywood, que el perseguí per tal de rodar una pel·lícula sobre la seva vida. Poc després de conèixer les intencions de Luciano, la Comissió i altres socis com Lansky van fer-li saber que no els agradava la idea de la pel·lícula i li recomanaren que la cancel·és. Luciano decidí trencar el contracte amb els productors i, en comptes de rodar una pel·lícula, proposà fer un llibre. El 24 de gener de 1962, durant una trucada entre Luciano i Gosch, la Guardia di Finanza italiana, que controlava totes les trucades telefòniques de Luciano, interpretà la frase «portar el guió» com una forma encoberta per referir-se a un enviament de drogues. La nit del 25 de gener la Guardia di Finanza escorcollà la casa de Luciano i, tot i no trobar-hi cap prova que l'incriminés, decidiren interrogar-lo a comissaria i preguntar-li sobre la seva trucada amb Gosch. Les autoritats italianes el deixaren en llibertat i Luciano els convidà a acompanyar-lo a l'aeroport per comprovar que realment es tractava d'un guió i no d'un enviament de drogues. La tarda del dia 26, el comissari Caesare Resta i diversos agents de policia acompanyaren Luciano a l'aeroport de Capodichino de Nàpols. El vol de Gosch arribà a Nàpols poc després de les disset hores i, després de mantenir una conversa amb Luciano, es van dirigir a l'aparcament quan, de sobte, Luciano patí un atac fulminant al cor i morí a les 17:26 hores.
Tres dies més tard se celebrà una missa per Luciano a l'església de la Santíssima Trinitat de Nàpols. Alguns dels seus socis i col·laboradors, com Joe Adonis, van aconseguir el permís policial necessari per assistir al funeral. Luciano havia expressat el desig que les seves despulles fossin dipositades a la capella familiar del cementiri de St. John, al barri de Queens, de Nova York, on ja hi havia les dels seus pares, d'un oncle i d'una tia. Després de la missa, el cadàver fou conduit al cementiri de Poggio-Reale de Nàpols i, un cop les autoritats nord-americanes van aprovar-ne el trasllat, Charles Luciano fou enterrat al mausoleu de la família Lucania el 7 de febrer de 1962.

## Vida personal
Salvatore Lucania neix a Lercara Friddi el 1897, un poble on la principal font d'ocupació era a les mines de sulfur on treballava el seu pare. A l'edat de nou anys i amb l'ajuda econòmica d'un oncle, ell i la seva família varen emigrar als Estats Units. La manca de recursos econòmics explica les difícils condicions de vida de la família tant a Itàlia com als Estats Units. Per a Luciano, viure al Lower East Side significava estar envoltat de delinqüència, armes i drogues, i de ben jove començà a fer petits encàrrecs per a diferents delinqüents.

El pare de Luciano reaccionava amb violència quan s'assabentava dels actes delictius del seu fill i li pegava amb freqüència. Després de patir una severa pallissa a mans del seu pare, Luciano decidí abandonar casa seva i dormir en pisos buits i sales de billar. Les condicions i l'entorn no li foren gens favorables per allunyar-lo de la delinqüència i amb tan sols setze anys, el jove Luciano ja era força conegut per la policia. El juny de 1916 va intentar vendre una petita bossa d'heroïna però fou arrestat a la sortida d'una sala de billars i sentenciat a un any de presó al centre penitenciari de Hampton Farms. L'estada a la presó no li serví d'escarment, Luciano passava llargues estones netejant els lavabos del centre mentre era colpejat pels guàrdies de la presó.

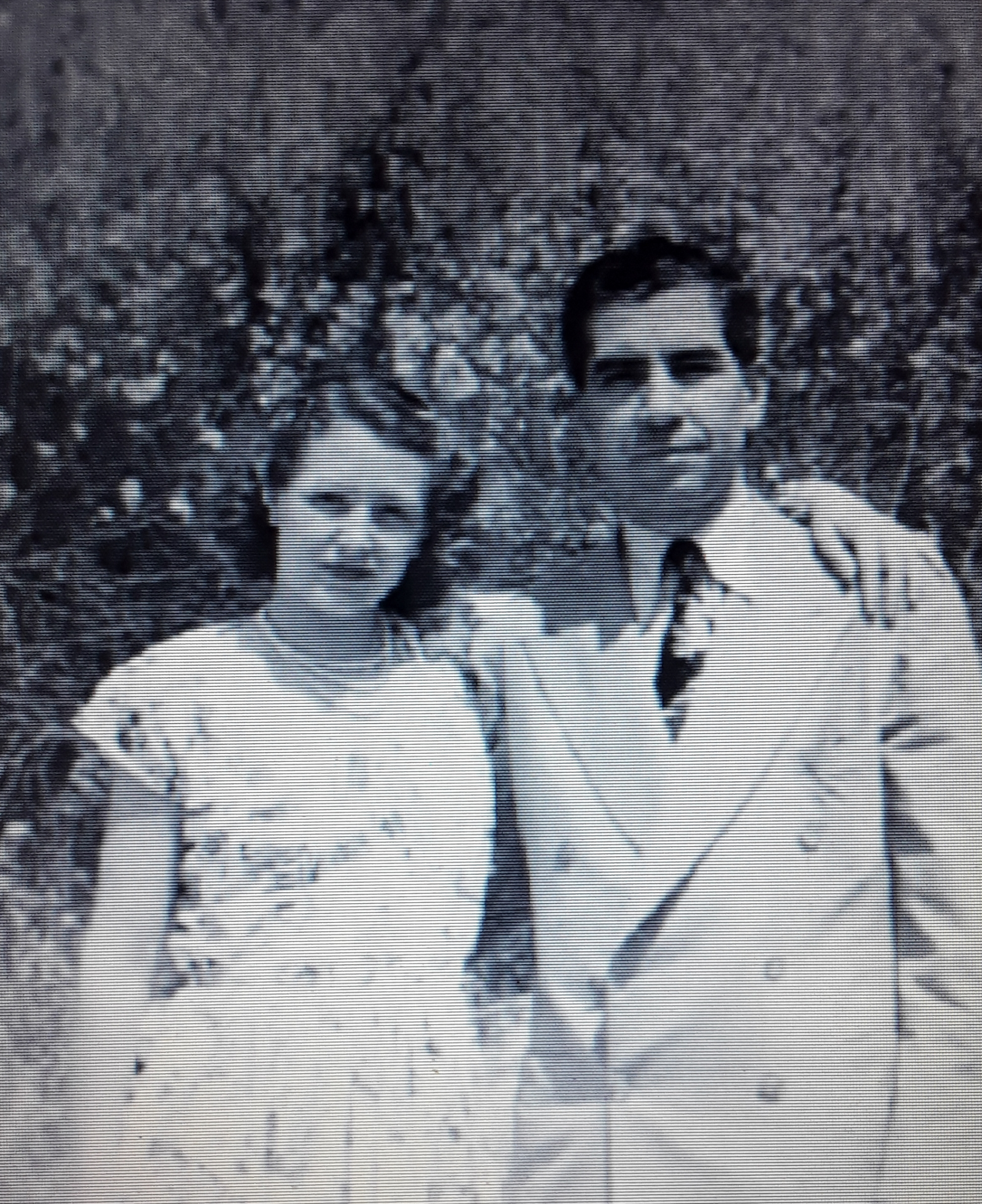
Igea Lissoni i Luciano.

A principis de la dècada de 1930 i després dels assassinats de Masseria i Maranzano, Luciano aconseguí transformar l'estructura i el funcionament de la Cosa Nostra italoamericana, tot adoptant un model empresarial caracteritzat per la creació de la Comissió, una espècie de consell general. S'ha afirmat que després d'aquesta re-estructuració i d'aconseguir frenar els enfrontaments violents entre les diferents famílies criminals, aquestes van passar a generar més diners que empreses com U.S. Steel o General Motors. El 7 d'abril de 1935 i sota el nom fictíci de Charlie Ross, Luciano estableix la seva residència permanent a l'apartament 39C de l'hotel Waldorf-Astoria de Nova York. D'altra banda, la seu de la família criminal Genovese, de la qual era cap, es trobava a l'hotel Claridge a Times Square.
Quan fou deportat a Itàlia, Luciano mantingué relacions amb Igea Lissoni. Mai s'hi va casar ni tampoc tingué descendència ja que, segons ell mateix, un fill de Luciano estaria condemnat de per vida. Igea Lissoni era una noia atractiva i educada de Milà que es preparava per ser ballarina d'òpera. Conegué Luciano el 1947 mentre feia un número de ball en un club nocturn de la ciutat de Roma. Se sap que la jove Lissoni s'horroritzà quan en assabentar-se de qui era Luciano, però acabà convertint-se en la seva companya. Sota la influència d'Igea, Luciano començà a llegir llibres, entre els quals obres de Shakespeare. Després de batallar durant mesos, el 27 de setembre de 1958 Igea Lissoni morí de càncer als trenta-set anys.
Un anys després de la mort d'Igea Lissoni, Lucky Luciano visqué amb una jove napolitana de vint-i-tres anys, anomenada Adriana Rizzo. Aquell mateix any Luciano patí dos atacs de cor i fou diagnosticat d'una oclusió coronària greu. El doctor Di Martine l'advertí dels riscos que tenia per la seva salut el constant estrès que patia per la volàtil situació de la delinqüència organitzada als Estats Units i li recomanà que es jubilés. L'avis del doctor va fer que Luciano contactés amb el seu amic Rosario «Chinky» Vitaliti, per tal que aquest comuniqués a Nova York la seva renúncia com a membre de la Comissió. Aquest fet provocà un distanciament de Luciano i la mafia fins al dia de la seva mort, l'any 1962.

## Atemptats contra la seva vida

### 17 d'octubre de 1929
Segons el relat de Luciano, Vito Genovese va recollir-lo a la seva residència de l'hotel Barbizon de Nova York per conduir-lo a una reunió amb Salvatore Maranzano a Staten Island. Acordaren que ambdós es reunirien sols i Luciano decideix conduir ell sol fins al lloc de la trobada. Un cop allà, Maranzano li demanà que ell personalment acabés amb la vida de Giuseppe Masseria. Després que Luciano s'hi negués, va rebre un fort cop al cap amb algun tipus d'objecte i quedà inconscient. En recuperar la consciència, s'adonà que estava lligat pels canells a una biga i, després de negar-se novament a acabar amb la vida del seu cap, diversos individus el colpejaren repetidament mentre Maranzano ho observava. Poc després el carregaren al darrere d'un cotxe i el portaren al voral d'una carretera. Un cotxe patrulla el trobà a Hylan Boulevard, Staten Island, i el dugué al Richmond Memorial Hospital. Aquest incident li causà petites alteracions facials com cicatrius i la parpella de l'ull dret lleugerament caiguda.
Després d'aquest incident els socis de Luciano ecomencen a anomenar-lo Lucky (afortunat, en anglès). Anys més tard, Luciano va confessar perquè va sortir-ne viu; segons ell, Maranzano necessitava algú de dins l'organització de Masseria per acabar amb la vida d'aquest ja que, per a algú extern, era pràcticament impossible acostar's-hi. A finals de la dècada de 1920 i fins al dia del seu assassinat, Masseria es desplaçava en un convoi de vehicles, dins d'una limusina blindada i escortat per una dotzena de guardaespatlles.
Una altra versió dels fets la va donar anys després el seu soci Frank Costello en conversacions amb el seu advocat. Costello va relatar que el vespre del 17 d'octubre de 1929 Luciano fou obligat a pujar en un cotxe per diversos agents de policia de paisà, amb l'objectiu que aquest els proporcionés informació sobre la localització de Jack «Legs» Diamond, un licorista d'origen irlandès que es trobava en cerca i captura acusat d'assassinar un home. Segons la versió proporcionada per Costello, Luciano es negà a parlar sobre Jack Diamond (qui s'amagava a casa seva) i els policies van decidir conduir-lo amb ulls i boca tapats fins a Staten Island i interrogar-lo a la força. Aquesta versió dels fets fou corroborada anys després per Sal Vizzini, un agent d'antinarcotics encobert que va mantenir diverses converses amb Luciano durant el 1960.
D'altra banda, investigacions posteriors dels fets van posar de manifest que el sobrenom de "Lucky" no venia del fet d'haver sortit viu d'aquesta agressió sinó que era fruit d'una modificació del cognom Lucania que li havien posat els seus companys de classe anys abans.

### 1956
En algun moment de 1956 i sense saber-ho, Luciano va convertir-se en un objectiu de Vito Genovese. Després de la seva mort, un home que no va identificar-se, va confessar a l'entorn familiar de Luciano que, el 1956, l'enviaren a Itàlia des de Nova York per acabar amb la vida de Luciano. En ser ell mateix un antic amic de Luciano, però, un cop a Itàlia decidí desobeir l'ordre i desaparèixer del món de la delinqüència organitzada.

### 1957
Un dia de 1957 quan Luciano vivia a Nàpols, entrà al garatge de casa seva, on un mecanic l'esperava amb un dels seus cotxes. Un cop dins, dos homes armats amb barres metàl·liques entraren i intentaren colpejar-lo. Luciano plasmà en les seves memòries que, després de l'incident, s'imaginà que els dos atacants ignoraven la presència dels seus guardaespatlles dins el garatge, que els pogueren desarmar. Tot i que els assaltants duien armes de foc, Luciano pensava que no les utilitzaren degut a la forta vigilància policial que patia i que, en cas d'haver-ho fet, haurien acabat detinguts al moment.

## Acusacions de narcotràfic
Després del seu retorn a Itàlia l'any 1946, Luciano fou acusat diverses vegades de dirigir o d'estar involucrat en xarxes internacionals de tràfic d'estupafaents amb destí a ciutats europees i nord-americanes. Fins al dia de la seva mort, el 26 de gener de 1962, Luciano fou sotmès a una constant vigilància policial per part de les autoritats estatunidenques, italianes i d'altres països europeus com Espanya i Alemanya. A més, fou interrogat desenes de vegades però mai acusat formalment de cap delicte relacionat amb el nacotràfic i ell sempre negà haver-hi estat involucrat.

## Pel·lícules
- The Valachi Papers. Dirigida per Terrence Young. Itàlia: De Laurentiis Intermarco S.p.A, 1972.
- Lucky Luciano. Dirigida per Francesco Rosi. Estats Units: Harbor Productions Les Films de la Boétie Vides Cinematografica, 1973.
- The Cotton Club. Dirigida per Francis Ford Coppola. Estats Units: Totally Independent Productions, American Zoetrope, Producers Sales Organization, 1984.
- Mobsters. Dirigida per Michael Karbelnikoff. Estats Units: Universal Pictures, 1991.
- Bugsy. Dirigida per Barry Levinson. Estats Units: Baltimore Pictures, 1991.
- Billy Bathgate. Dirigida per Robert Benton. Estats Units: Touchstone Pictures, 1991.
- Hoodlum. Dirigida per Bill Duke. Estats Units: United Artists, 1997.

## Sèries de televisió
- The Witness. Creada per Irve Tunick. Estats Units: Columbia Broadcasting System (CBS), 1960-1961.
- The Gangster Chronicles. Escrita per David Assael, Art Eisenson, Stephen McPherson i Mark Rodgers. Estats Units: National Broadcasting Company (NBC), 1981.
- Boardwalk Empire. Creada per Terence Winter. Estats Units: Leverage, Closest to the Hole Productions, Sikelia Productions, Cold Front Productions, 2010-2014.

## Llibres
- Tim Newark: Boardwalk Gangster: The Real Lucky Luciano. St. Matin's Griffin, 2011, ISBN 9781250002648
- Martin A. Gosch, Richard Hammer: The Last Testament of Lucky Luciano: The Mafia Story in His Own Words. Enigma Books, 2013, ISBN 9781936274581
- Biographiq: Lucky Luciano - The Father of Modern Organized Crime. Filiquarian Pub Llc, 2008, ISBN 9781599860787
- Hickman Powell: Lucky Luciano: The Man Who Organized Crime in America. Barricade Books, Incorporated, 2015, ISBN 9781569809006
- Chris Cipollini: Lucky Luciano: Mysterious Tales of a Gangster Legend. Strategic Media Books, 2014, ISBN 9781939521125
- William Donati: Lucky Luciano: The Rise and Fall of a Mob Boss. McFarland & Company, 2010, ISBN 978-0786446667
- Cat Klerks: Lucky Luciano: The Father of Organized Crime. Altitude Pub Canada Ltd, 2005, ISBN 978-1552651025
- Ellen Poulsen: The Case Against Lucky Luciano: New York's Most Sensational Vice Trial. Clinton Cook Publishing Corp., 2007, ISBN 978-0971720015